# ماكسيم سوكولوف
ماكسيم سوكولوف هو اقتصادي وسياسي روسي، ولد في 29 سبتمبر 1968 في سانت بطرسبرغ في روسيا. نشط حزبياً في الحزب الشيوعي السوفيتي. وقد انتخب وزير المواصلات.